# Parc des Chanteraines
Le parc des Chanteraines est un espace vert de 82 hectares qui se situe à cheval sur les territoires des communes de Gennevilliers et de Villeneuve-la-Garenne. L'inauguration de sa première tranche date de 1978. Il est la propriété du conseil départemental des Hauts-de-Seine qui en assure la gestion et l'entretien.

## Configuration
Le parc des Chanteraines se découpe en cinq grands secteurs.
- Le secteur des Tilliers avec son lac artificiel d'une superficie de huit hectares renfermant une réserve ornithologique dans laquelle on peut observer notamment des poules d'eau, mais aussi ses jeux d'eau destinés à rafraîchir les nombreux vacanciers en juillet et août. Un tertre, appelé le Belvédère des Chantereine, y est également situé. Près du lac, hors d'atteinte des visiteurs sont installées des ruches.
- Le secteur des Hautes Bornes, sa ferme pédagogique et son poney-club, sur lequel est également installée une fosse de plongée gérée par l'UCPA ainsi qu'un stand de tir. La pêche de l'achigan est autorisée à certaines périodes de l'année dans son étang.
- Le secteur des Fiancés avec ses jeux d'eau, ses brumisateurs et son jardin botanique. Une petite mare y sert de refuge pour les tortues de Floride capturées dans le parc.
- Le secteur des Mariniers avec sa voie sur berge qui permet de suivre la Seine sur une distance de 550 mètres.
- Le secteur des Louvresses avec ses bosquets et ses prairies artificielles.

## Centre Loisirs Jeunes
Un Centre Loisirs Jeunes (ou CLJ) est implanté sur le secteur des Tilliers. Cogéré par la Police Nationale et par le conseil départemental des Hauts-de-Seine, il propose aux adolescents et préadolescents entre dix et dix-huit ans des activités de plein air, et notamment la découverte de la voile sur dériveur et catamaran léger. Les animateurs de ce centre sont des fonctionnaires de police détachés de leurs services d'origine. Le CLJ est implanté sur la partie du parc située à Gennevilliers.

## Situation et desserte
Même si son adresse officielle est le 46 avenue Georges Pompidou à Villeneuve-la-Garenne, le parc des Chanteraines possède plusieurs accès, notamment sur la commune de Gennevilliers par l'avenue du Général-de-Gaulle.
Le parc est desservi par les autoroutes A15 et A86.
En ce qui concerne les transports en commun, il est accessible :
- depuis la gare RER de Gennevilliers ;
- avec les bus des lignes suivantes : ligne 166, ligne 137, ligne 178, ligne 261 ;
- avec le tramway de la ligne T1.

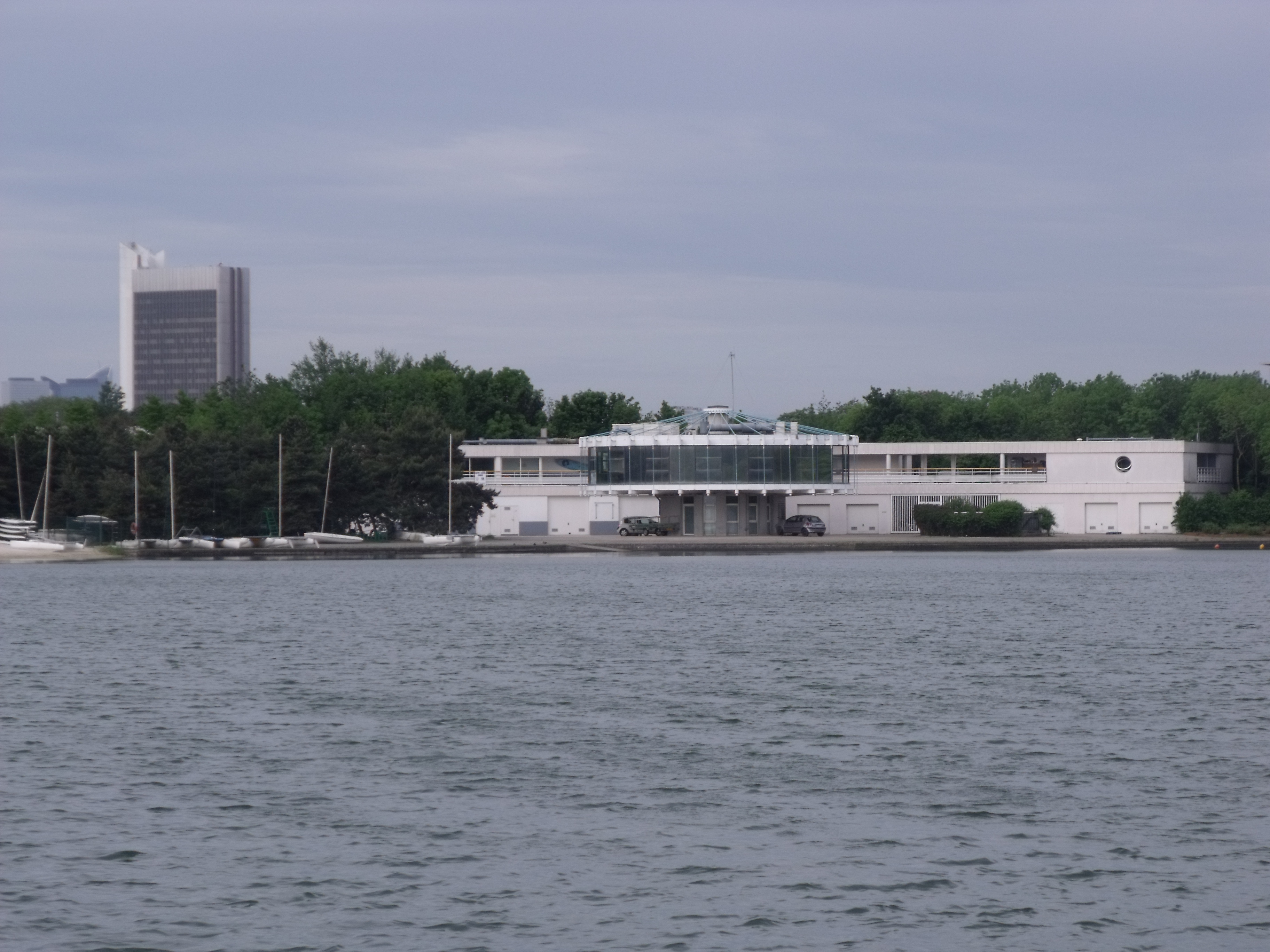
Le CLJ de Gennevilliers
Plan du Parc des Chanteraines
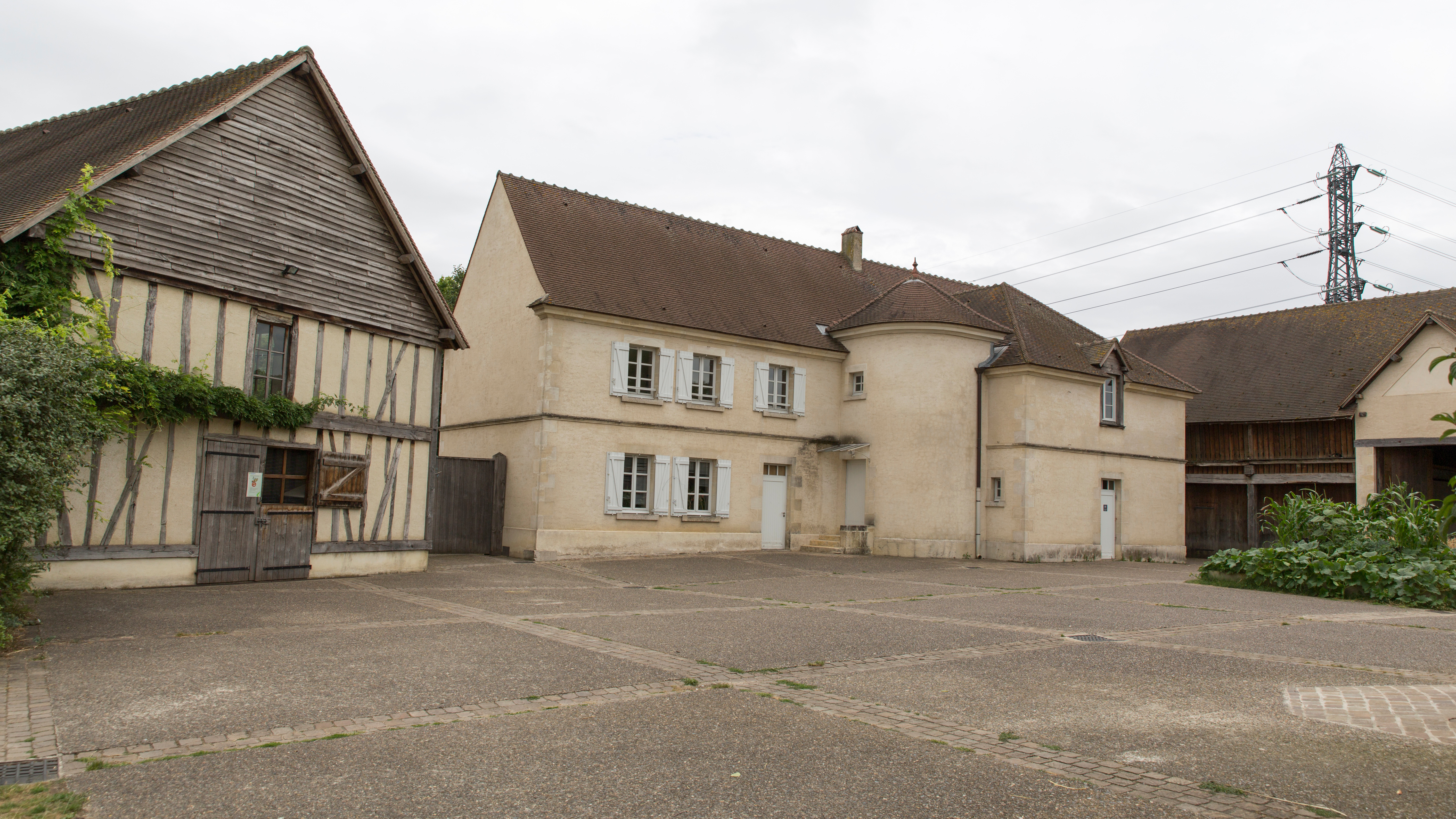
Ferme du parc